# Neu Poserin
Neu Poserin ist eine Gemeinde im Landkreis Ludwigslust-Parchim in Mecklenburg-Vorpommern (Deutschland). Sie wird vom Amt Goldberg-Mildenitz mit Sitz in der Stadt Goldberg verwaltet.

## Geografie und Verkehr
Die Gemeinde liegt etwa fünf Kilometer östlich von Goldberg, am Südrand des Naturparkes Nossentiner/Schwinzer Heide. Nördlich der Bundesstraße 192 ist das Gemeindegebiet wald- und seenreich. Größere Seen des Gebietes sind unter anderen der Damerower See und der Poseriner See. Im Westen grenzt die Gemeinde an den Goldberger See. Zwischen dem Damerower See und dem Goldberger See liegt das Naturschutz- und Feuchtgebiet Großer und Kleiner Serrahn entlang des Mildenitzkanales. Im Norden liegt noch der Langhagensee mit den Schutzgebieten Dünenkiefernwald und Langhagensee. Hier existieren bei Wooster Teerofen ein Campingplatz und eine stark verlandete ehemalige Badestelle. Östlich dieses Ortes liegt am Paschensee das Naturschutzgebiet Paschensee. Höchster Punkt im Gemeindegebiet ist eine Anhöhe südwestlich von Neu Poserin mit 93,5 m ü. NHN.
Die Gemeinde erreicht man über die Bundesstraße 192 von Goldberg beziehungsweise über die Bundesautobahn 19 vom Anschluss Malchow (etwa 15 Kilometer). Durch das Gemeindegebiet führt auch die stillgelegte, aber touristisch als Draisinenstrecke genutzte Bahnstrecke Wismar–Karow.

### Ortsteile
- Groß Poserin
- Klein Wangelin
- Kressin
- Neu Damerow
- Neu Poserin
- Sandhof
- Wooster Teerofen[2]

Des Weiteren gehört die Siedlung Redewisch zur Gemeinde.

## Geschichte

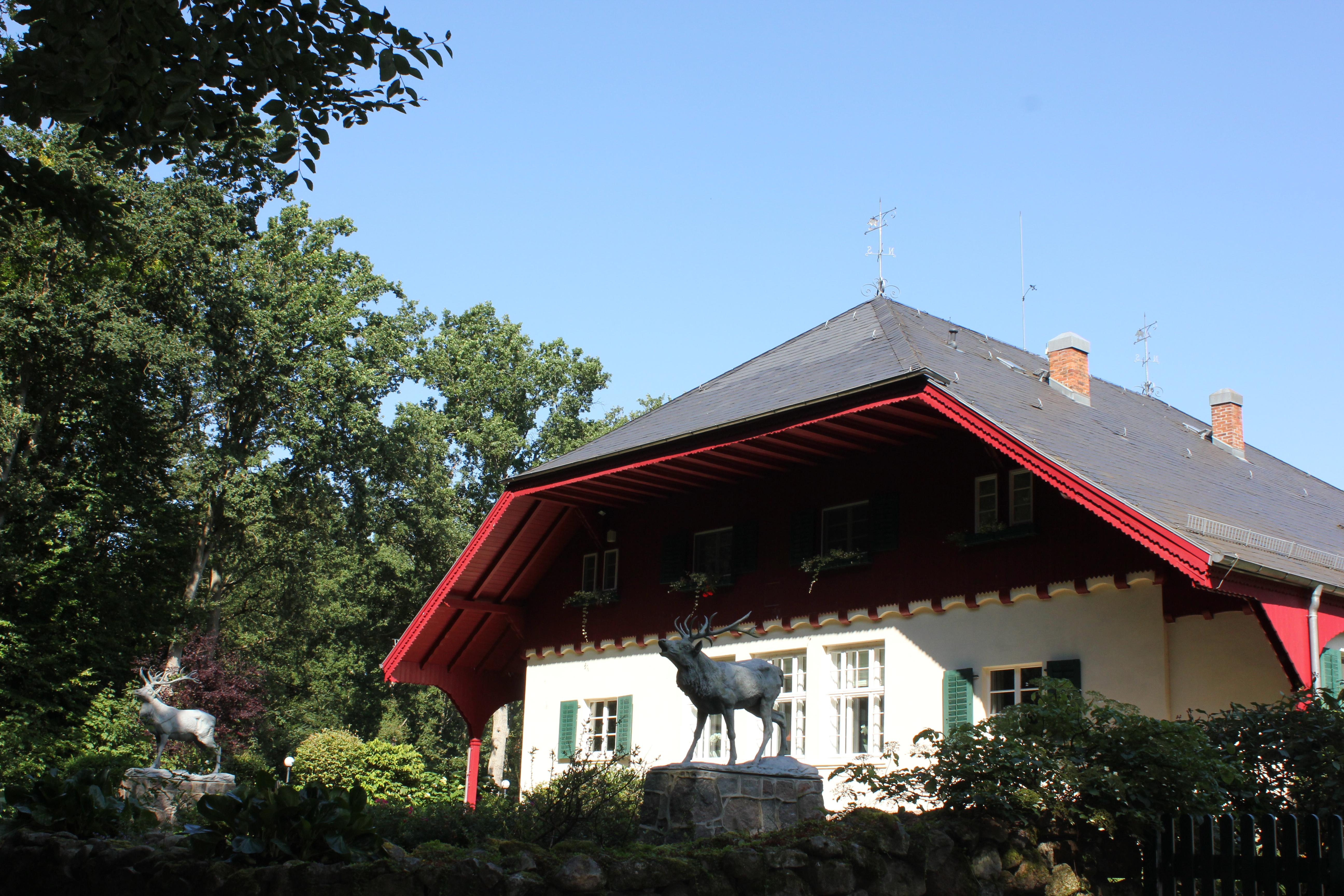
Jagdhaus am Damerower See

Neu Damerow hieß ursprünglich Damerow und war früher eine Burg auf einer Halbinsel am Ostufer des Poseriner Sees. Sie war von Westen her unzugänglich und im Osten gesichert. 1350 erwarb die Familie von Hahn Burg und Gut, welche dann die Familie von Linstow von 1605 bis 1784 besaß, danach die Familien von Henkel bis 1914 und von Treuenfels. 1753 brannte die Burg ab. Das kleine Gutshaus von nach 1753 besteht noch als Wohnhaus.
Das Jagdhaus (Jagdschlösschen) am Damerower See ließ 1910 Wilhelm von Treuenfels erbauen. Es ist ein fünfachsiger Kompaktbau in Putz und Holzbekleidung mit Krüppelwalmdach und Schieferdeckung. Das Dach ist frontal weit vorgezogen und mit Holzbalken gestützt. Im Erdgeschoss ziert offenes und abgesetztes Umgebinde das Haus. Auf der Dachseite ist eine Halbrundgaube. Nach hinten führt eine breite Terrasse in den Park. Das Haus ist auf Natursteinfundamenten gesetzt. Den Seiteneingang flankieren zwei Wildschweinplastiken. Auf der Vorderfront stehen zwei Hirschplastiken auf hohen Sockel.
Nach 1945 wurde das Jagdhaus als Lungenheilstätte genutzt.
Am 1. Juli 1950 wurde die bis dahin eigenständige Gemeinde Neu Damerow in die Gemeinde Groß und Neu Poserin eingegliedert.
Neu Poserin: Gut der Familien von Reden (bis 1802), von Vincke, Graf von Münster (ab 1814), von Henckel, Rosenow (ab 1862), Diestel (ab 1813) und Druchtel. Das zweigeschossige, 11-achsige 1850 umgebaute Gutshaus ist erhalten. Im Nordosten, an der Grenze mehrerer Forstgebiete und Landstraßen, entwickelte sich nach der Errichtung eines Kruges der Grenzort Grüner Jäger, dessen Bedeutung mit dem Bau befestigter Straßen und der Eisenbahnlinie jedoch in der zweiten Hälfte des 19. Jahrhunderts abnahm und 1945 wüst fiel. Die Gemeinde entstand am 1. Januar 1951 durch die Fusion der bisherigen Gemeinden Groß und Neu Poserin und Sandhof.
Klein Wangelin: wurde als Lütt Wangelin 1700 als landesherrliche Domäne geführt. 1787 gliedert sich der Ort in Klein Wangelin und Neu Wangelin. Das baufällige Pächterhaus wurde in den 1980er Jahren abgerissen.

## Politik

### Wappen, Flagge, Dienstsiegel
Die Gemeinde verfügt über kein amtlich genehmigtes Hoheitszeichen, weder Wappen noch Flagge. Als Dienstsiegel wird das kleine Landessiegel mit dem Wappenbild des Landesteils Mecklenburg geführt. Es zeigt einen hersehenden Stierkopf mit abgerissenem Halsfell und Krone und der Umschrift „GEMEINDE NEU POSERIN“.

## Sehenswürdigkeiten

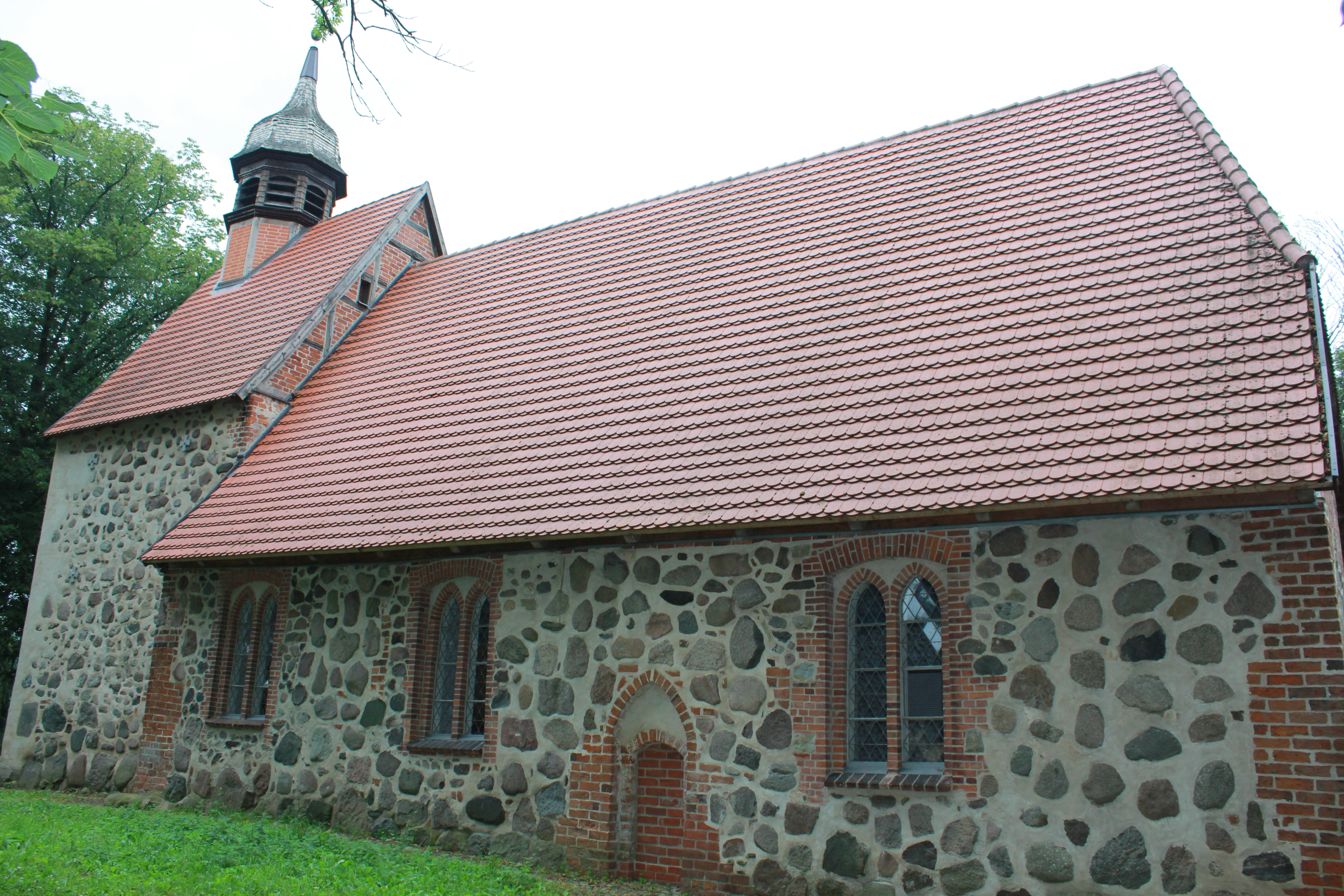
Dorfkirche in Groß Poserin

→ Siehe auch Liste der Baudenkmale in Neu Poserin
- Kirche und Friedhofskapelle in Groß Poserin
- Gutshaus Neu Poserin mit Gutspark von um 1895
- Gutshaus Kressin im Stil der Tudorgotik
- Naturpark Nossentiner/Schwinzer Heide
- Parkanlage und Aussichtsturm „Rothirsch“ in Sandhof
- Jagdhaus Neu Damerow von 1910 mit 4 Tierskulpturen, die verschollene fünfte Figur, ein Adler befindet sich bei dem Enkel des ehemaligen Eigentümers Wilhelm von Treuenfels

## Persönlichkeiten
- Gisbert Swartendijk Stierling (1787–1857), niederländisch-deutscher Arzt, erwarb 1834 Kressin und starb hier 1857